# نزلة أحمد يونس
قرية نزلة أحمد يونس هي إحدى القرى التابعة لمركز مغاغة بمحافظة المنيا في جمهورية مصر العربية. حسب إحصاءات سنة 2006، بلغ إجمالي السكان في نزلة أحمد يونس 3348 نسمة، منهم 1731 رجلا و1617 امرأة.